# Бумбешти-Жиу
Бумбе́шти-Жи́у (рум. Bumbeşti-Jiu) — город в Румынии, входит в состав жудеца Горж.
Город расположен на берегу реки Джиу.
В состав города административно входят деревни Куртишоара, Лэзэрешти, Плеша и Тетила.
Население — 8795 человек (2011).